# Luther George Simjian

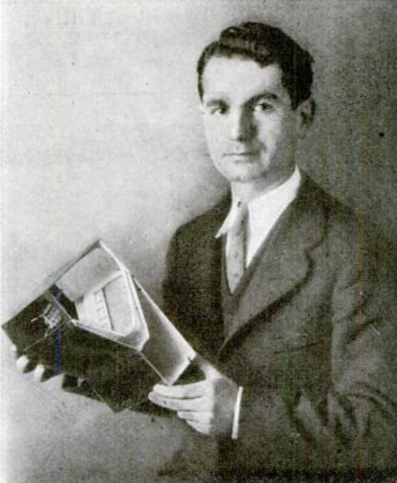
Luther Simjian

Luther George Simjian (* 28. Januar 1905 in Aintab, Osmanisches Reich; † 23. Oktober 1997 in Fort Lauderdale) war ein armenisch-amerikanischer Erfinder einer Vielzahl von Apparaturen und Inhaber von über 200 Patenten.

## Leben und Karriere
Luther George Simjian wuchs als Sohn armenischer Eltern in Aintab auf, wurde aber infolge des Völkermordes an den Armeniern von seiner Familie getrennt und flüchtete zunächst nach Beirut, später Marseille. 1920 wanderte er in die USA aus, wo er bei Verwandten in New Haven (Connecticut) unterkam. Er arbeitete dort als Fotograf. Seine Pläne für ein Medizinstudium gab er auf, als ihn die medizinische Fakultät der Universität Yale als Laborfotograf anstellte. 1928 übernahm er die Leitung der fotografischen Abteilung. Er entwickelte dort unter anderem einen Projektor für Bilder aus Mikroskopen und ein Farbröntgengerät.
Inzwischen als Erfinder bekannt geworden, trat Simjian 1934 von Yale zurück und zog nach New York. Dort entwickelte er unter anderem eine Porträtkamera, bei der der Fotografierte sein eigenes Bild so in einem Spiegel sehen konnte, wie es aufgenommen werden würde. Zur Herstellung und Vermarktung dieser Kamera, die in den Foto-Abteilungen von Kaufhäusern verwendet wurde, gründete er die Firma Photoreflex, die er später nach Verkauf der Erfindung und der Namensrechte in Reflectone umbenannte, in Anlehnung an eine gleichnamige seiner Erfindungen: einen Kosmetikstuhl, in dem der Benutzer sich selbst von allen Seiten rundherum betrachten konnte.

## Bedeutende Erfindungen
1939 hatte Simjian die Idee zu einem Geldautomaten, seiner wohl berühmtesten Erfindung. Die konservativen Banken begegneten dieser Idee mit viel Skepsis, aber er meldete über 20 Patente an und entwickelte einige Prinzipien, die sich auch in heutigen Geldautomaten noch wiederfinden, einschließlich des amerikanischen Namens für solche Geräte, „automated teller machine“ (der Originalname lautete Bankmatic Automated Teller Machine). Schließlich überredete er die City Bank of New York (heute Citibank) zu einem Probebetrieb, der jedoch nach sechs Monaten nicht wegen technologischer Mängel, sondern wegen geringer Nachfrage eingestellt wurde. Simjian selbst schrieb dazu: „Es sieht so aus, dass ein paar Prostituierte und Glücksspieler, die nicht von Angesicht zu Angesicht mit Kassierern zu tun haben wollten, die einzigen Benutzer des Geräts waren.“ Somit blieb ihm nicht nur der kommerzielle Erfolg verwehrt, sondern auch der Ruhm des Erfinders dieser Einrichtung. Als Erfinder des Geldautomaten gilt heute meist Donald Wetzel, der Ende der 1960er Jahre die 5 Millionen US-Dollar teure Entwicklung des ersten kommerziell erfolgreichen Geldautomaten leitete.
Der kommerzielle Erfolg hingegen stellte sich mit seinem „optischen Entfernungsschätzungs-Trainer“ (Optical Range Estimation Trainer) ein, einem einfachen Flugsimulator aus Spiegeln, Modellflugzeugen und Lichtquellen, mit dem während des Zweiten Weltkriegs die Piloten der US-Streitkräfte darin trainiert wurden, die Entfernung und Geschwindigkeit anderer Flugzeuge abzuschätzen. Simjian verkaufte über 2000 dieser Geräte. Der durch Verschmelzungen und Akquisitionen entstandene Nachfolger der Firma Reflectone, CAE (Canadian Aviation Electronics), verdient sein Geld bis heute mit Flugsimulationstechniken.
Im Laufe der folgenden Jahrzehnte gründete Simjian noch weitere Firmen, zuletzt ein Forschungslabor in Fort Lauderdale, und entwickelte eine Vielzahl zum Teil sehr unterschiedlicher Geräte, darunter ein Teleprompter, ein medizinisches Ultraschallgerät, eine ferngesteuerte Frankiermaschine, einen Golfsimulator und einen „Fleischzartmacher“.
Simjian blieb 22 Jahre Präsident und Vorsitzender der Firma Reflectone und war ein leidenschaftlicher Erfinder bis zu seinem Tod 1997. Noch im Alter von 92 Jahren wurde ihm ein Patent für ein Verfahren zur Verbesserung der Resonanz von Holz für Musikinstrumente erteilt.

## Gedenken
Zu Ehren Simjians wurde das Gebäude der Abteilung der Reflectone UK Ltd. in Filton in Großbritannien nach ihm „Simjian House“ benannt.